# Фон-дю-Лак (місто, Вісконсин)
Фон-дю-Лак (англ. Fond du Lac) — місто (англ. city) в США, в окрузі Фон-дю-Лак штату Вісконсин. Населення — 44 678 осіб (2020).

## Географія
Фон-дю-Лак розташований за координатами 43°46′20″ пн. ш. 88°26′25″ зх. д. / 43.77222° пн. ш. 88.44028° зх. д. (43.772153, -88.440266).  За даними Бюро перепису населення США в 2010 році місто мало площу 52,10 км², з яких 48,75 км² — суходіл та 3,34 км² — водойми.

## Демографія
Згідно з переписом 2010 року, у місті мешкала 43 021 особа в 17 942 домогосподарствах у складі 10 395 родин. Густота населення становила 826 осіб/км².  Було 19181 помешкання (368/км²).
Расовий склад населення:
| - 90,6 % — білих - 2,5 % — чорних або афроамериканців - 1,8 % — азіатів - 0,7 % — корінних американців - 2,5 % — осіб інших рас |

До двох чи більше рас належало 1,9 %. Частка іспаномовних становила 6,4 % від усіх жителів.
За віковим діапазоном населення розподілялося таким чином: 22,6 % — особи молодші 18 років, 62,7 % — особи у віці 18—64 років, 14,7 % — особи у віці 65 років та старші. Медіана віку мешканця становила 36,9 року. На 100 осіб жіночої статі у місті припадало 91,0 чоловіків;  на 100 жінок у віці від 18 років та старших — 87,3 чоловіків також старших 18 років.
Середній дохід на одне домашнє господарство  становив 57 697 доларів США (медіана — 46 499), а середній дохід на одну сім'ю — 70 428 доларів (медіана — 60 803). Медіана доходів становила 46 012 долари для чоловіків та 34 226 доларів для жінок. За межею бідності перебувало 13,4 % осіб, у тому числі 17,4 % дітей у віці до 18 років та 7,8 % осіб у віці 65 років та старших.
Цивільне працевлаштоване населення становило 20 981 особа. Основні галузі зайнятості: виробництво — 24,1 %, освіта, охорона здоров'я та соціальна допомога — 21,6 %, роздрібна торгівля — 10,4 %, мистецтво, розваги та відпочинок — 9,7 %.